# 佩吕斯马萨斯
佩吕斯马萨斯（法語：Peyrusse-Massas，法語發音：[peʁys masas]）是法国热尔省的一个市镇，属于欧什区。

## 地理
佩吕斯马萨斯（43°44'17"N, 0°33'13"E）面积6.49 平方千米，位于法国奧克西塔尼大區热尔省，该省份为法国西南部内陆省份，北起顺时针与洛特-加龙省、塔恩-加龙省、上加龙省、上比利牛斯省、大西洋比利牛斯省和朗德省接壤。
与佩吕斯马萨斯接壤的市镇（或旧市镇、城区）包括：卡斯蒂永马萨斯、拉瓦尔当斯、梅朗、罗克福尔、罗克洛尔。

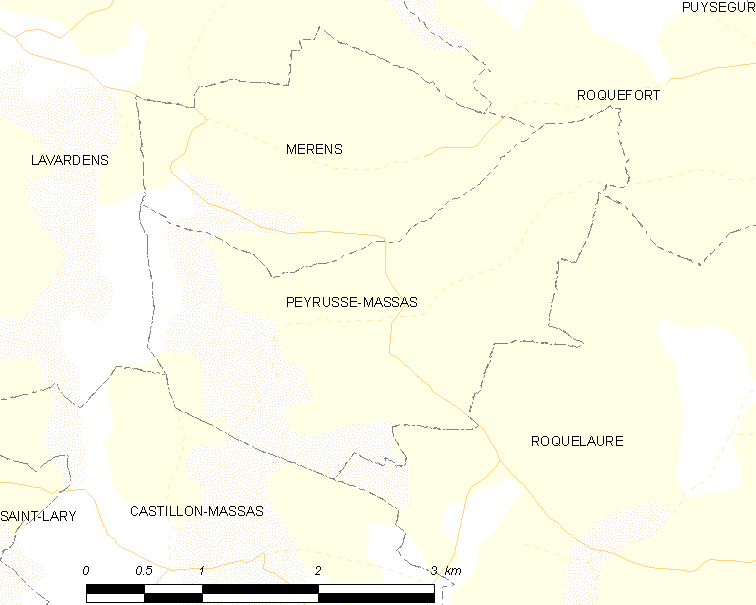
佩吕斯马萨斯的OSM定位图

佩吕斯马萨斯的时区为UTC+01:00、UTC+02:00（夏令时）。

## 行政
佩吕斯马萨斯的邮政编码为32360，INSEE市镇编码为32316。

## 政治
佩吕斯马萨斯所属的省级选区为欧什加斯科涅县。

## 人口

1962-2008年间佩吕斯马萨斯人口变化图示

佩吕斯马萨斯于2022年1月1日时的人口数量为114人。